# حلمي المحتسب
الشيخ حلمي المحتسب (1906-1982) هو أحد أركان الأوقاف والمقدسات الإسلامية وعضو محكمة الاستئناف الشرعية ولد المحتسب في مدينة الخليل سنة 1906 ، تحلى بشخصية سياسية وإدارية مسلحة بالإيمان ، سافر في أواسط العشرينيات إلى القاهرة ودرس في الأزهر الشريف ، حصل على شهادتين: الأهلين والعلمية للغرباء وهي دراسة متخصصة في الشريعة الإسلامية.

## حياته العملية
هو احدى مؤسسين الهيئة الإسلامية ومقرها القدس بهدف مواجهة الاحتلال ومنعه من إدارة شؤون المسلمين في القدس والضفة الغربية ولحماية المقدسات الإسلامية من الاعتداء والمحافظة على استمرارية عمل المؤسسات المقدسية وخدمة المواطنين.